# Klutina Lake
Der Klutina Lake ist ein See im Süden von Alaska, 60 km nördlich der Stadt Valdez.

## Lage
Der Klutina Lake ist ein See glazialen Ursprungs auf der Nordseite der Chugach Mountains. Der 68 km² große See liegt auf einer Höhe von 524 m und befindet sich 35 km südwestlich von Copper Center. Der See besitzt eine L-förmige Gestalt. Der langgestreckte See führt vom südlichen Seeende 13 km nach Norden und wendet sich anschließend 13 km nach Osten. Seine Breite beträgt 2,5 km. Durchflossen wird der See vom Klutina River, einem rechten Nebenfluss des Copper River. Der Klutina River sowie der Hallet River, ein weiterer Zufluss, der ebenfalls in das südliche Seeende mündet, werden von Gletschern gespeist. Ein weiterer Zufluss ist der Saint Anne Creek, der den Abfluss des weiter nördlich gelegenen Saint Anne Lake bildet. Der Klutina Lake ist von Copper Center aus über die Klutina Lake Road zugänglich. Die Straße erfordert jedoch Allradantrieb.